# Sarah Utterback
Sarah Utterback est une actrice américaine née le 12 janvier 1982 à New Hampton dans l'Iowa (États-Unis). Elle est principalement connue pour son rôle récurrent de l'infirmière Olivia dans la série Grey's Anatomy.

## Filmographie
- 2005 : Médium, Saison 1 épisode 16 et Saison 2 épisode 3 : Carol Waller (Série télévisée)
- 2005-2008 : Grey's Anatomy, 17 épisodes : infirmière Olivia Harper (Série télévisée)
- 2005-2009 : Les Griffin, Saison 4 épisode 18 et Saison 7 épisode 14 : Lindsay Lohan (Série télévisée d'animation) (voix)
- 2007 : My First Time Driving, de Rebecca Feldman : Rachel (Moyen métrage)
- 2007 : Cold Case : Affaires classées, Saison 5, épisode 2 : Tina Quinn (Série télévisée)
- 2007 : Ghost Whisperer, Saison 3, épisode 4 : Colleen Finn (Série télévisée)
- 2009 : NCIS : Enquêtes spéciales, Saison 7, épisode 2 : Elena Marcus (Série télévisée)
- 2009 : Path Lights, de Zachary Sluser : Mariana (Moyen métrage)
- 2024 : 9-1-1, Saison 8 épisode 7 : l'automobiliste